# Иган, Уолтер
Уолтер Иган (Walter Egan) (род. 12 июля 1948, Нью-Йорк, Нью-Йорк) — американский рок-музыкант. Наиболее известен своим золотым синглом 1978 года «Magnet and Steel» из его второго альбома Not Shy.

## Биография
Родился в Куинсе, Нью-Йорк, США. Воспитывался матерью и отчимом, которые работали в рекламе.
С 15-летнего возраста играл на гитаре, был участником сёрф-рок-группы The Malibooz, с которой уже в 1964 году выступил на Всемирной выставке в Нью-Йорке. В дальнейшем Иган и гитарист The Malibooz Джон Замбетти переехали в Вашингтон, где играли в фолк-рок-группе Sageworth and Drums.
Также увлекался скульптурой, гравюрой и живописью и в 1970 году получил степень бакалавра изящных искусств в Джорджтаунском университете в Вашингтоне, округ Колумбия.
В конце 1971 года переехал в Бостон вместе с группой и выступал там до её распада в 1973 году. В том же году уехал в Лос-Анджелес вслед за Эммилу Харрис, которая записала композицию Игана «Hearts on Fire» в дуэте с Грэмом Парсонсом. Песня вошла в альбом Grievous Angel.
Зарабатывал на жизнь, выступая на разогреве у других артистов, таких как Джексон Браун и Дэвид Линдли. Начал карьеру сольного исполнителя и обратил на себя внимание представителей звукозаписывающей индустрии в 1976 году, выступая в лос-анджелесском клубе The Troubadour. После подписания контракта с Columbia Records в 1977 году вышел первый альбом Игана Fundamental Roll.
Иган также написал «Hot Summer Nights», которая стала первым хитом группы Night. В записи трека участвовали такие сессионные музыканты, как Ники Хопкинс и Робби Макинтош. Песня «Hot Summer Nights» заняла 55-е место в Billboard Hot 100 в 1978 году. В том же году вышел второй альбом Игана Not Shy, записанный с продюсерами Линдси Бакингемом и Ричардом Дашутом. Сингл из этого альбома «Magnet and Steel» стал хитом: в Billboard Hot 100 он поднялся до 8-го места, а в канадском чарте синглов RPM — до 9-го.
Следующие два сольных альбома Игана, Hi-Fi (1979) и The Last Stroll (1980), не принесли схожего успеха, и в 1981 году они с Замбетти возродили группу The Malibooz, выпустив с лейблом Rhino альбом Malibooz Rule. В 1981 году Иган появился в качестве одного из нескольких гитаристов, басистов и барабанщиков, аккомпанировавших Линдси Бакингему в музыкальном клипе на его сольный хит «Trouble».
Последний за 1980-е годы сольный альбом Игана Wild Exhibitions вышел в 1983 году, и после этого он в основном сосредоточился на изобразительном искусстве. Он также стал участником современной реинкарнации группы Spirit и гастролировал с ней.
В 1992 году участвовал в записи рождественского альбома Malibooz Rule: A Malibu Kind of Christmas. Затем выпустил сольные альбомы: Walternative (1999), The Lost Album (2000, первоначальная запись сделана в 1985 году), Apocalypso Now (2002), The Meaning of Live (2004) и Raw Elegant (2011). Альбом Myth America издан в 2014 году. Иган также периодически давал живые выступления на выставках своих художественных работ.